# Tusciano (conde)
Tusciano (em latim: Tuscianus) foi um oficial romano do século IV, ativo durante o reinado do imperador Teodósio I (r. 378–395). Segundo a lei XVI.2.26 do Código de Teodósio, Tusciano serviu como conde do Oriente. Talvez ele pode ser associado ao assessor homônimo ativo décadas antes.